# Belvosia lata
Belvosia lata är en tvåvingeart som beskrevs av Aldrich 1928. Belvosia lata ingår i släktet Belvosia och familjen parasitflugor. Inga underarter finns listade i Catalogue of Life.